# Arcos (Madrid)
Arcos és un barri de Madrid integrat en el districte de San Blas-Canillejas. Té una superfície de 130,52 hectàrees i una població de 24.460 habitants (2009).
Limita al nord amb Amposta i Hellín, al sud amb Ambroz (Vicálvaro), a l'est amb Rosas i a l'oest amb Pueblo Nuevo (Ciudad Lineal).
Està delimitat al sud per la M-40, al nord pel carrer Pobladura del Valle, a l'est per l'Avinguda d'Ajalvir a Vicálvaro i a l'oest pel carrer dels Hermanos García Noblejas.